# Hermann Matthias von Attems
Hermann Matthias von Attems († 13. Februar 1713 in Passau) war Passauer Domherr, Offizial und Dombaumeister.

## Leben
Hermann Matthias, Reichsgraf von Attems, studierte von 1650 bis 1654 als Alumnus des Collegium Germanicum in Rom. Nach der Priesterweihe war er Pfarrer in Hausleiten (Mai 1670), Niederhollabrunn und Ruppersthal in Niederösterreich, Diözese Passau, residierte aber in Passau und ließ die Seelsorge durch Vikare und Kapläne, den Betrieb der Wirtschaft durch weltliche Verwalter versehen, mitunter beides durch einen Administrator in Personalunion.
1655 wurde er Domherr, 1677 Dombaumeister und 1684 Domdekan in Passau. Von 1665 bis 1676 war er Offizial und Generalvikar des Bischofs von Passau für das Land ob der Enns. Er war außerdem Domherr in Olmütz und Breslau. Von 1665 bis 1713 war er Propst des Kollegiatstiftes St. Salvator in Passau-Ilzstadt.

## Werke
- Ad Illustrissimum & Reverendissimum D[omi]num Dominum VVenceslavm Episcopum Passaviensem … [S.l.], [1666] (Digitalisat)